# Magdalena Boczarska
Magdalena Jadwiga Boczarska, née à Cracovie le 12 décembre 1978, est une actrice polonaise.

## Filmographie
- 2001 : Klinika pod wyrwigroszem (mini-série)
- 2005 : Abschnitt 40 (série télévisée) : Elena
- 2005 : Pensjonat Pod Róza (série télévisée) : Zofia Nowacka
- 2005 : Na dobre i na zle (série télévisée) : Magdalena Hertman
- 2005 : Tango z aniolem (série télévisée) : Kama Jarczynska
- 2006 : Pod powierzchnia : Ania
- 2007 : Testosteron : Alicja
- 2007 : Dylematu 5 (série télévisée) : Katarzyna
- 2007 : Futro : Ania Witkowska
- 2007 : Tatort (série télévisée) : Agnieszka Sobinski
- 2008 : Determinator (série télévisée) : Marzena Pietruszko
- 2008 : Lejdis : Arletta
- 2008 : Les Justicières de la nuit (Putzfrau Undercover) (téléfilm) : Irina
- 2008 : Teraz albo nigdy! (série télévisée) : Ada Tulak
- 2009 : Idealny facet dla mojej dziewczyny : Luna
- 2008-2009 : 39 i pól (série télévisée) : la secrétaire Kicia
- 2009 : Zero : la caissière
- 2009 : Le Cinquième Commandement (série télévisée) : Magdalena Lubinski
- 2010 : Rózyczka : Kamila Sakowicz
- 2011 : Jak sie pozbyc cellulitu : Kornelia Matejko
- 2009-2011 : Czas honoru (série télévisée) : Karolina Osmanska / Lola
- 2012 : Bejbi blues : Marzena
- 2012 : Flemming (série télévisée) : Anna Sjasikowa
- 2012 : Ixjana : Marlena
- 2012 : Misja Afganistan (série télévisée) : Marta, la reporter
- 2013 : Dissimulation : Janka
- 2013-2014 : Lekarze (série télévisée) : Olga Rojko
- 2014 : Obywatel : la mère de Jan jeune
- 2014 : Prawo Agaty (série télévisée) : Julita Krzyszkowicz
- 2014 : Le Crime (série télévisée)Le Crime (Zbrodnia) (série télévisée) : Agnieszka Lubczynska
- 2015 : Maz czy nie maz (série télévisée) : Ewa
- 2015 : Ojciec Mateusz (série télévisée) : Anna Górecka
- 2015 : Obce Niebo : Justyna
- 2015 : Pakt (série télévisée) : Iwona
- 2017 : The Art of Loving (Sztuka kochania. Historia Michaliny Wislockiej) de Maria Sadowska : Michalina Wisłocka
- 2019 : Piłsudski : Maria Piłsudska